# Przymiłowice
Przymiłowice – wieś w Polsce położona w województwie śląskim, w powiecie częstochowskim, w gminie Olsztyn. Na południe od wsi znajduje się Przymiłowice-Kotysów, a na północnym wschodzie leży wieś Przymiłowice-Podgrabie.

## Nazwa miejscowości
Pierwotna nazwa wsi, pochodzi od nazwy osobowej „Przemił”. Nawiązuje także do legendy o tym, iż w rejonie w „przemiły” sposób witano gości zmierzających do zamku w Olsztynie. Miejscowość w XIV wieku była nazywana „Przemulowicze”, a w XVI „Przemiłowicze”, a także „Przemiłowicze”, „Przymiełowice” i „Przymiełowice Stare”. Było to też gwarowe określenie tego zwierzęcia. Natomiast termin „Przymiłowice-Podgrabie” wywodzi się prawdopodobnie od tego, iż w tym rejonie bardzo często zbójnicy dokonywali „grabieży” na kupcach.

## Historia
Początki wsi ściśle związane są z powstaniem warowni olsztyńskiej, która wzmiankowana była po raz pierwszy w 1306 roku jako zamek w Przemiłowicach (castrum Premilovicz). 
W latach międzywojennych działał w wiosce wapiennik "Flora". Wówczas w miejscowości pobudowano też szkołę. W czasach II wojny światowej przez m.in. Przymiłowice przebiegał pas niemieckich umocnień niewykorzystanych w 1945 roku. Po II wojnie światowej mieszkańcy Przymiłowic pracowali głównie w kamieniołomie „Kielniki” działającym w latach 1957–1978. W latach 1975–1998 miejscowość administracyjnie należała do województwa częstochowskiego.

## Zabytki i obiekty turystyczne
- poniemieckie schrony z 1944 roku, znajdujące się m.in. na wzgórzu przy niebieskim szlaku turystycznym oraz na wzgórzu w lesie graniczącym ze wsią Ciecierzyn (dzisiaj część Zrębic),
- Szlak Rowerowy Wokół Gór Sokolich i Olsztyna.